# Bệnh ngồi không yên
Bệnh ngồi không yên (akathisia) là một rối loạn vận động đặc trưng bởi cảm giác bồn chồn bên trong và không thể đứng yên. Thông thường chân bị ảnh hưởng nổi bật nhất. Mọi người có thể bồn chồn, rung lắc qua lại, hoặc di chuyển nhanh. Những người khác có thể chỉ cảm thấy không thoải mái. Biến chứng bao gồm tự tử.
Thuốc chống loạn thần, đặc biệt là thuốc chống loạn thần thế hệ đầu tiên, là một nguyên nhân hàng đầu. Các nguyên nhân khác có thể bao gồm các chất ức chế tái hấp thu serotonin có chọn lọc, metoclopramide, reserpine, bệnh Parkinson và tâm thần phân liệt không được điều trị. Bệnh cũng có thể xảy ra khi ngừng thuốc chống loạn thần. Cơ chế cơ bản được cho là liên quan đến dopamine. Chẩn đoán dựa trên các triệu chứng. Nó khác với hội chứng chân bồn chồn ở chỗ akathisia không liên quan đến việc ngủ.
Điều trị có thể bao gồm chuyển sang thuốc chống loạn thần với nguy cơ mắc bệnh thấp hơn. Các thuốc có bằng chứng dự kiến về lợi ích bao gồm diphenhydramine, trazodone, benztropine, mirtazapine và thuốc chẹn beta. Vitamin B6 hoặc điều chỉnh thiếu sắt cũng có thể hữu ích. Khoảng một nửa số người dùng thuốc chống loạn thần phát triển tình trạng này. Thuật ngữ này lần đầu tiên được Ladislav Haškovec, người đã mô tả hiện tượng này vào năm 1901,  sử dụng. Tên akathisia bắt nguồn từ tiếng Hy Lạp a- có nghĩa là "không" và καθίζειν kathízein có nghĩa là "ngồi" hay nói cách khác là "không thể ngồi".